# Coatham
Coatham är en stadsdel i Redcar, i distriktet Redcar and Cleveland, i grevskapet North Yorkshire, i England. Ward hade 4 844 invånare år 2021. Coatham var en civil parish från 1899 till 1921 då den blev en del av Redcar. Civil parish hade 4 744 invånare år 1911.